# Лепёхиниелла
Лепёхиниелла (лат. Lepechiniella) — род травянистых растений семейства Бурачниковые (Boraginaceae).
Род назван в честь Ивана Ивановича Лепёхина (1740—1802), российского ботаника, путешественника и естествоиспытателя; академика Петербургской Академии наук.

## Распространение и экология
Виды рода Лепёхиниелла являются эндемиками Средней Азии. Род древнесредиземноморской ксерофитной флоры. Виды встречаются в зоне пустынь, субальпийских лугов и криофильной растительности на высотах 2500—4200 м над уровнем моря в горах Ирано-Туранской флористической области.

## Ботаническое описание
Многолетние, реже однолетние или двулетние густодерновинные травянистые растения, густо опушенные мелкими прижатыми волосками. Стебли приподнимающиеся, от 5 до 12 см высотой. Листья очерёдные, простые.
Соцветия метельчато-щитковидные, безлистные, при плодах не удлиняющиеся или слабо удлиняющиеся до 5—6 см. В цветке 5 лепестков. Эремы легко отделяющиеся от карпобазиса, яйцевидно-продолговатые, крупные, 3,5—5 мм длиной, с плоским, цельнокрайным или складчато-зубчатым крылом. Крыло в базальной части не расширенное, никогда не загибается на диск. Цикатрикс расположен в центре расширенной части брюшной стороны. Для некоторых видов характерна гетероэремокарпия. Поверхность эремов ровная, рассеянно-остробугорчатая, реже крючковато-остробугорчатая.

## Виды
По информации базы данных Plants of the World Online, род включает 13 видов:
- Lepechiniella alatavica (Popov ex Golosk.) Ovczinnikova
- Lepechiniella austrodshungarica Golosk.
- Lepechiniella fursei Riedl
- Lepechiniella korshinskyi Popov — Лепёхиниелла Коржинского
- Lepechiniella lasiocarpa W.T.Wang
- Lepechiniella michaelis Golosk.
- Lepechiniella microcarpa (Boiss.) Riedl
- Lepechiniella minuta (Lipsky) Popov — Лепёхиниелла маленькая
- Lepechiniella omphaloides (Schrenk) Popov — Лепёхиниелла пупковидная
- Lepechiniella persica (Boiss.) Riedl
- Lepechiniella sarawschanica (Lipsky) Popov typus — Лепёхиниелла зеравшанская
- Lepechiniella saurica (Bajtenov & Kudab.) Ovczinnikova
- Lepechiniella ulacholica (Popov) Ovczinnikova